# Liaojüan
Liaojüan (egyszerűsített kínai írással: X辽源市, pinjin: Liáoyuán) prefektúra szintű város Kínában, Csilin tartományban. Lakosainak száma 996 903 fő (2020).

## Népesség
| 2010 | 1 176 239 |
| 2020 | 996 903   |

## Testvérvárosok
- Cserepovec